# Julia de annona
La lex Julia de annona va ser una llei romana establerta per August que castigava als especuladors amb el gra i els queviures i als que s'agrupaven i feien propostes en aquest sentit. També prohibia atacar amb força les naus i mariners que feien el transport d'aquests productes.